# 지쿠시 데쓰야
지쿠시 데쓰야(일본어: 筑紫 哲也, 1935년 6월 23일 ~ 2008년 11월 7일)는 일본의 언론인이자 뉴스 앵커이며, 진보 성향의 대표적 언론인이다.

## 인물과 경력
오이타현 히타시 출신으로 와세다 대학 정치경제학부 경제학과를 졸업하고, 이후 아사히 신문에 입사하여 정치부 기자로 일했다. 정치부 기자 외에도 오키나와가 반환되기 전 미군 통치 아래에 있던 류큐(琉球列島米国民政府) 특파원, 워싱턴 특파원, 외신부 차장 등을 지냈다. 워싱턴 특파원 시절 닉슨 대통령의 중화인민공화국 방문, 워터게이트 사건 등을 취재 했고, 정치부 기자 때는 자민당 온건파 의원들과 친분을 맺기도 하였다.
1984년부터 1987년까지 4년간 아사히 신문이 발행하는 잡지인 아사히 저널의 편집장을 지냈고, 1988년 뉴욕에 주재하면서 편집 위원으로 일했다. 1989년에 아사히 신문을 퇴직한 이후 1989년 10월에 민영방송사인 TBS의 간판 뉴스 프로그램 "지쿠시 데쓰야 NEWS23(현 NEWS23)"의 메인 뉴스 앵커로 활동, 그가 진행하는 《NEWS 23》의 칼럼 코너인 《다사 쟁론(多事争論)》이라는 논평 코너에서 자신의 명료한 논점을 시청자들에게 전달하면서 큰 호응을 얻어 인기 코너로 자리매김하였다.
그는 《다사 쟁론》이라는 논평 코너에서 독도 문제에 관해 한국- 일본 간의 첨예한 쟁점과 대립이 일어났을 때 고이즈미 준이치로 총리가 "선동을 자제해 달라"며 언론에 불쾌감을 표시한 것에 대해 "선동하지 말아야 할 곳은 언론이 아니라 바로 정부"라며 총리의 이중성을 비판하기도 하였고, 일본의 식민지 지배 등 동북아 지역의 역사 문제에 대해 피해국의 입장에서 일본 우익·보수세력들의 주장을 비판하는 등 "시류와 타협하지 않는 언론인"으로 알려졌다. 그 외에도 이라크 전쟁 참가, 일본 사회 우경화, 대 북한 정책에 얽힌 굵직굵직한 정치·사회적인 이슈가 떠오를 때마다 비판적인 발언을 가했다.
1995년 10월 옴진리교와 관련된 범죄의 진상이 드러나자, 일본 민영 방송사 중 하나인 니혼 TV가 사카모토 쓰쓰미 변호사의 인터뷰 내용을 사전에 TBS의 담당 프로듀서들이 옴진리교 간부들에게 보여주었다고 보도했다. 그러나 TBS는 니혼 TV의 보도 내용과 사실을 모두 부인, TBS의 와이드쇼 프로그램 담당 프로듀서가 당시 1989년 방송 직전 옴진리교 간부들에게 옴진리교에 대한 비판적인 성향을 갖고 있는 사카모토 변호사의 인터뷰 내용이 담긴 비디오 테이프를 유출시켜 발각되기도 하는 등 문제가 일파만파 확산되자 파문이 일어나기도 하였다. 이 일은 그 후 사카모토 쓰쓰미 변호사 일가족 살해 사건(1989년 11월 4일에 발생함)의 빌미를 제공하여 TBS는 엄청난 비난을 받았다(당시 이 사건을 속칭 TBS 비디오 사건이라고 칭했음). 이 문제에 관해 당시 그는 자신이 진행하는《NEWS23》에서 공개적으로 TBS의 내부 대응에 의문을 제기하기도 하였고, 이듬해인 1996년 TBS의 이소자키 히로조(磯崎洋三) 사장이 잘못을 공식 인정한 1996년 3월 25일 《다사 쟁론》을 통해 그는 "TBS는 오늘 죽은 거나 마찬가지이며, TBS는 잘못을 저질렀다. … 나는 오늘 오후에 이 프로그램의 진행을 마지막으로 그만두겠다"라는 발언을 하여 TBS 내부에 대해 격렬하게 비판을 하기도 했다.
뉴스 프로그램을 진행하면서 빌 클린턴 미국 대통령, 주룽지 중국 총리, 대한민국의 노무현 대통령 등 일본을 방문한 외국 국가 원수들과 "일본 국민과의 대화"라는 프로그램을 진행했으며, 2000년 2월 청와대에서 김대중 대통령과의 단독 인터뷰, 2008년 4월에 이명박 대통령의 일본 방문 당시 "이명박 대통령과의 직접 대화"를 진행하기도 했다.
와세다 대학 대학원 공공경영연구과 객원 교수(전임 교수), 리쓰메이칸 대학 객원 교수를 지냈으며, 2008년에 "TV 저널리즘 확립에 막대한 공헌을 했다"는 이유로 일본 기자 클럽상을 수상했다. 2007년 5월 14일에 방송된 《다사 쟁론》에서 "지난 주 병원에 입원하기 위해 검진 받았는데, 초기의 폐암에 걸렸다는 것을 알 수 있었다"라고 밝히는 등 스스로 암에 걸렸다는 사실을 밝히기도 했다. 병원 치료에 전념하기 위해《NEWS23》의 방송 출연을 중단했고, 같은 해 10월 8일 치료 후 처음으로 방송에 출연, 이후는 "스페셜 앵커"로서 수개월간 방송 활동을 했다. 2008년 11월 7일 오후 도쿄도의 한 병원에서 73세의 나이로 사망했다.

## 같이 보기
- 옴진리교